# Xã Cedar, Michigan
Xã Cedar (tiếng Anh: Cedar Township) là một xã thuộc quận Osceola, tiểu bang Michigan, Hoa Kỳ. Năm 2010, dân số của xã này là 455 người.